# Txakamekrá
Txakamekrá (Çàkamekra, Tchakamekra, Sakamekran, Sacamecran, Mateiros, Mucurkatejê), pleme iz skupine Timbira, porodica ge, koje je živjelo na području istočnobrazilske države Maranhão. 
Rana populacija iznosila je oko 800 (kasno 18. stoljeće, a 1855. svedena je na svega 40 osoba